# Целлинский, Богдан Андреевич
Богдан Андреевич Целлинский (также Иван Андреевич и Богдан Богданович; нем. Johann Gottlieb Zellinsky; 1812—1883) — российский агроном

 и педагог; действительный статский советник.

## Биография
Родился 11 (23) ноября 1812 года в Лифляндии, в имении Fianden; происходил из податного сословия. В 1835 году окончил отделение физико-математических наук философского факультета Дерптского университета, а потом продолжил обучение в Альткустгофском Сельскохозяйственном институте при том же университете; 26 августа 1837 года получил степень кандидата философии и был командирован на два года заграницу. По возвращении из Германии назначен исполняющим должность профессора агрономии в Горыгорецкой земледельческой школе.
В 1841 году он получил степень магистра философии в Дерптском университете (защитив диссертацию «Einige Erörterungen zur Beleuchtung des neuen Grundsteuerkatasters im Königreich Sachsen»), а спустя два года был утверждён в должности профессора агрономии в Горыгорецкой земледельческой школе.
5 мая 1846 года Целлинский получил чин надворного советника; в 1847 году был избран действительным членом Вольного экономического общества.
После преобразования Горыгорецкой школы в институт 1 января 1849 года Целлинский был назначен в нём профессором и инспектором классов; состоя в этой должности, он был избран действительным членом Лебедянского, Калужского и Кавказского сельскохозяйственных обществ и членом-корреспондентом Учёного комитета Министерства государственных имуществ. 
5 мая 1849 года Целлинский был произведён в коллежские советники, а 5 мая 1853 года — в статские советники. Впоследствии занимал должность декана Горыгорецкого института и 17 апреля 1863 года был произведён в действительные статские советники. В 1866 году вышел в отставку и поселился в своем имении, близ Пскова. 
Среди прочих трудов, Б. А. Целлинский написал: «Руководство для преподавания земледелия в Духовных Семинариях» (СПб., 1860) и «О перерождении овса в рожь» (Труды Императорского Вольного экономического общества, 1855. Т. IV, отдел. 3).
За время службы Целлинский был удостоен орденов Святой Анны 3-й степени (1850), Святой Анны 2-й степени (1852) с императорской короной (1856) и Святого Владимира 3-й степени (1860), а также знака отличия беспорочной службы за XX лет.
Умер в Псковской губернии в 1883 году.